# كأس الكؤوس الإفريقية 1988
كأس الكؤوس الأفريقية 1988 هو الموسم 14 من كأس الكؤوس الأفريقية. أشرف على تنظيمه الاتحاد الأفريقي لكرة القدم، وكان عدد الأندية المشاركة فيه 36، وفاز فيه النادي الرياضي البنزرتي.